# تونير ياوندي
نادى تونير ياوندى الكاميرونى هو أحد أشهر اندية الكاميرون وممثلها قي بطولات الأندية الأفريقية إلى جانب نادى كانون ياوندي ونادى يونيون دوالا وأوريكس دوالا واخيرا القطن.

## إنجازات فريق كرة القدم
حصل على بطولة أفريقيا للأندية ابطال الكأس : عام 1975
حصل على وصيف بطولة أفريقيا للأندية ابطال الكأس : عام 1976
حصل على وصيف كأس الاتحاد الإفريقي: عام 2002

## روابط خارجية
- الموقع الرسمي نسخة محفوظة 13 ديسمبر 2013 على موقع واي باك مشين.